# Inercia climática

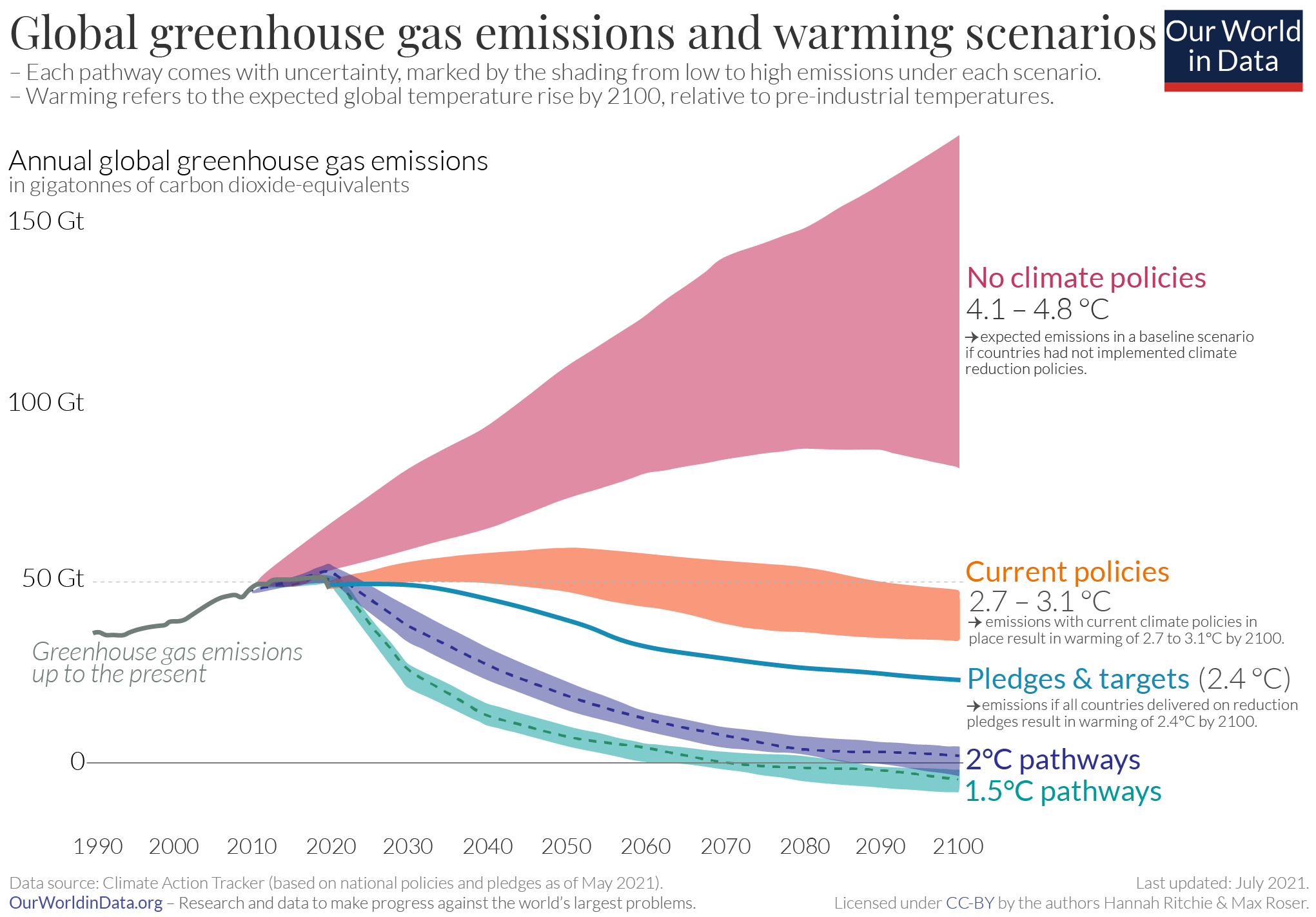
Los elementos sociales de inercia actúan para evitar cambios abruptos dentro de las trayectorias de las emisiones de gases de efecto invernadero, mientras que la inercia física del sistema terrestre actúa para retrasar la respuesta de la temperatura de la superficie.

La inercia climática o inercia del cambio climático es el fenómeno por el cual el sistema climático de un planeta muestra una resistencia o lentitud para desviarse de un estado dinámico determinado. Puede acompañar a la estabilidad y a otros efectos de retroalimentación dentro de sistemas complejos, e incluye la inercia exhibida por los movimientos físicos de la materia y los intercambios de energía. El término es un coloquialismo utilizado para englobar y describir vagamente un conjunto de interacciones que amplían las escalas temporales en torno a la sensibilidad climática. La inercia se ha asociado a los factores que impulsan el cambio climático y a las respuestas a éste. 
El aumento de las emisiones de carbono procedentes de combustibles fósiles es uno de los principales motores inerciales del cambio climático de la Tierra durante las últimas décadas, y varía en función de la inercia socioeconómica colectiva de sus más de 8.000 millones de habitantes humanos.Muchos componentes del sistema han mostrado respuestas inerciales a este impulsor, también conocido como forzamiento. El ritmo de aumento de la temperatura global de la superficie (TSM) se ha visto especialmente resistido por 1) la inercia térmica de la superficie del planeta, principalmente de sus océanos, y 2) Comportamiento inercial dentro de su retroalimentación del ciclo del carbono.Varias otras retroalimentaciones biogeoquímicas han contribuido a una mayor resiliencia. La energía almacenada en el océano tras las respuestas inerciales determina principalmente un cambio irreversible a corto plazo conocido como compromiso climático.
Las respuestas inerciales de la Tierra son importantes porque proporcionan a la diversidad de vida del planeta y a su civilización humana más tiempo para adaptarse a un grado aceptable de cambio planetario. Sin embargo, un cambio inadaptable como el que acompaña a algunos puntos de inflexión sólo puede evitarse si se comprende y mitiga tempranamente el riesgo de resultados tan peligrosos. Esto se debe a que la inercia también retrasa gran parte del calentamiento de la superficie, a menos y hasta que se tomen medidas para reducir rápidamente las emisiones.Un objetivo del modelado de evaluación integrada, resumido por ejemplo como Caminos Socioeconómicos Compartidos (SSP), es explorar los riesgos del sistema Tierra que acompañan a una gran inercia e incertidumbre en la trayectoria de los impulsores humanos del cambio.

## Escalas de tiempo inerciales
| Sistema Tierra Componente                                           | Tiempo Constante (años) | Respuesta Modos |
| ------------------------------------------------------------------- | ----------------------- | --------------- |
| Atmósfera                                                           |                         |                 |
| Vapor de agua y nubes                                               | 10 −2 -10               | HT, WC          |
| Gases traza                                                         | 10 −1 -10 8             | CC              |
| Hidrosfera                                                          |                         |                 |
| Océano Mixto Capa                                                   | 10-1-10                 | HT, WC, CC      |
| Océano profundo                                                     | 10-10 3                 | HT, CC          |
| Litosfera                                                           |                         |                 |
| Superficie terrestre y suelos                                       | 10 −1 -10 2             | HT, WC, CC      |
| Subterráneo Sedimentos                                              | 10 4-10 9               | CC              |
| Criósfera                                                           |                         |                 |
| Glaciares                                                           | 10-1-10                 | HT, WC          |
| Hielo marino                                                        | 10-1-10                 | HT, WC          |
| Capa de hielo                                                       | 10 3-10 6               | HT, WC          |
| Biosfera                                                            |                         |                 |
| Marina superior                                                     | 10 −1 -10 2             | CC              |
| Terrestre                                                           | 10 −1 -10 2             | WC, CC          |
| HT= Transferencia de calor WC= Ciclo del Agua CC= Ciclo del Carbono |                         |                 |

El registro paleoclimático muestra que el sistema climático de la Tierra ha evolucionado por varias vías y a lo largo de múltiples escalas temporales. Sus estados relativamente estables, que pueden persistir durante muchos milenios, se han visto interrumpidos por periodos de transición de corta a larga duración de relativa inestabilidad. : 19–72 Los estudios de sensibilidad e inercia climática se ocupan de cuantificar la manera más básica en la que una perturbación forzada sostenida hará que el sistema se desvíe dentro o inicialmente fuera de su estado relativamente estable de la época actual del Holoceno.
Las "constantes de tiempo" son métricas útiles para resumir los impactos de primer orden (lineales) de los diversos fenómenos inerciales dentro de sistemas tanto simples como complejos. Cuantifican el tiempo después del cual se produce el 63% de una respuesta de salida completa tras el cambio de paso de una entrada. Se observan a partir de datos o se pueden estimar mediante simulación numérica o un análisis de sistema concentrado. En la ciencia del clima, estos métodos se pueden aplicar al equilibrio energético de un planeta, al ciclo del carbono, al ciclo del agua y otros lugares.Por ejemplo, el transporte y almacenamiento de calor en el océano, la criosfera, la tierra y la atmósfera son elementos dentro de un análisis térmico agrupado. : 627 Los tiempos de respuesta al forzamiento radiativo a través de la atmósfera suelen aumentar con la profundidad bajo la superficie.
Las constantes de tiempo de inercia indican un ritmo base para los cambios forzados, pero los valores largos no garantizan que el sistema evolucione por una senda suave a largo plazo. En el estado actual de la Tierra se han identificado numerosos elementos de inflexión de orden superior que tienen varios umbrales de activación y escalas de tiempo de transición.Tales eventos podrían precipitar una reorganización de los flujos de energía internos junto con cambios abruptos en el clima y/u otros sistemas a escala regional o global. : 10–15, 73–76 

### Tiempo de respuesta climática
La respuesta de la temperatura superficial global (GST) a una duplicación escalonada de la concentración CO2 atmosférico, y su forzamiento resultante, se define como Sensibilidad Climática de Equilibrio (ECS, por sus siglas en inglés). La constante de tiempo asociada con ECS proporciona una medida relevante de su tiempo de respuesta para las decisiones de formulación de políticas. ECS es uno de varios casos de prueba idealizados que los investigadores suelen utilizar para simular la física de los cambios climáticos forzados. Por definición, ECS supone que las emisiones actuales compensarán los sumideros de carbono oceánicos y terrestres tras la perturbación gradual del CO2 atmosférico.
El tiempo de respuesta del ECS es proporcional al ECS y está regulado principalmente por la inercia térmica de la capa mixta superior y las capas oceánicas inferiores adyacentes.Las constantes de tiempo ajustadas a los resultados de los modelos climáticos han variado desde unas pocas décadas cuando la ECS es baja, hasta un siglo cuando la ECS es alta. Una parte de la variación entre las estimaciones surge de diferentes tratamientos del transporte de calor hacia las profundidades del océano. 

## Componentes

### Inercia térmica

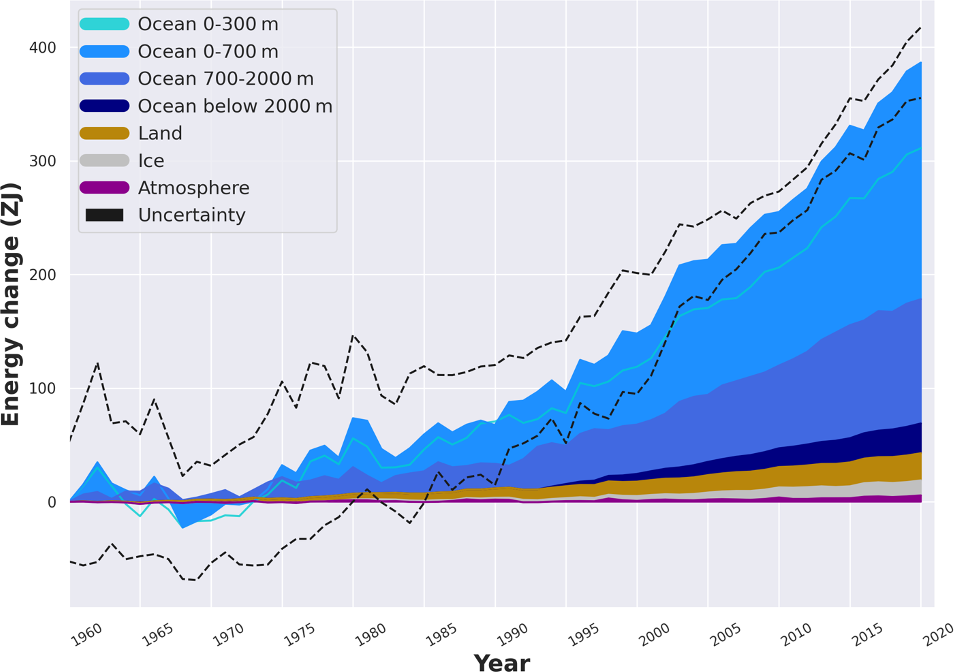
La acumulación observada de energía en los componentes oceánico, terrestre, helado y atmosférico del sistema climático de la Tierra desde 1960. El ritmo de aumento se ha visto parcialmente frenado por la inercia térmica del sistema.

La inercia térmica es un término que se refiere a los retrasos observados en la respuesta de temperatura de un cuerpo durante las transferencias de calor. Un cuerpo con gran inercia térmica puede almacenar una gran cantidad de energía debido a su capacidad calorífica volumétrica y puede transmitir energía eficazmente  según su coeficiente de transferencia de calor. Las consecuencias de la inercia térmica se expresan inherentemente a través de muchas reacciones del cambio climático debido a su dependencia de la temperatura; incluso a través de la fuerte retroalimentación estabilizadora de la respuesta de Planck.

#### Inercia del océano
El océano global es la reserva térmica más grande de la Tierra que funciona para regular el clima del planeta; actuando como sumidero y fuente de energía. La inercia térmica del océano retrasa parte del calentamiento global durante décadas o siglos. Se tiene en cuenta en los modelos climáticos globales y se ha confirmado mediante mediciones del contenido de calor del océano.La sensibilidad climática transitoria observada es proporcional a la escala de tiempo de inercia térmica del océano menos profundo.

#### Inercia de la capa de hielo
Incluso después de que se reduzcan las emisiones CO2, el derretimiento de las capas de hielo persistirá y aumentará aún más el aumento del nivel del mar durante siglos. El transporte más lento de calor hacia las profundidades extremas del océano, los sedimentos terrestres del subsuelo y las gruesas capas de hielo continuará hasta que se alcance el nuevo equilibrio del sistema terrestre.
La permafrost también tarda más en responder al calentamiento del planeta debido a la inercia térmica, debido a los materiales ricos en hielo y al espesor del permafrost.

### Inercia de las retroalimentaciones del ciclo del carbono.

La respuesta al impulso después de un 100 Inyección de con GtC en la atmósfera terrestre.El efecto inercial relativo de la retroalimentación positiva frente a la negativa durante los primeros años está indicado por la fracción de pulso que finalmente permanece.

La retroalimentación del ciclo del carbono de la Tierra incluye una retroalimentación positiva desestabilizadora (identificada como retroalimentación clima-carbono) que prolonga el calentamiento durante siglos, y una retroalimentación negativa estabilizadora (identificada como retroalimentación concentración-carbono) que limita la respuesta final de calentamiento a las emisiones de carbono fósil. El efecto a corto plazo de las emisiones es asimétrico, y el segundo mecanismo es unas cuatro veces mayor que el primeroy da como resultado una importante contribución neta de desaceleración a la inercia del sistema climático durante las primeras décadas posteriores a las emisiones.

### Inercia ecológica
Dependiendo del ecosistema, los efectos del cambio climático podrían manifestarse rápidamente, mientras que otros tardarán más en responder. Por ejemplo, el blanqueamiento de los corales puede ocurrir en una sola estación cálida, mientras que los árboles pueden persistir durante décadas bajo un clima cambiante, pero no pueden regenerarse. Como consecuencia, los cambios en la frecuencia de los fenómenos meteorológicos extremos podrían alterar los ecosistemas, dependiendo de los tiempos de respuesta individuales de las especies.

## Implicaciones políticas de la inercia
El IPCC llegó a la conclusión de que la inercia y la incertidumbre del sistema climático, los ecosistemas y los sistemas socioeconómicos implican que deben considerarse márgenes de seguridad. Así pues, hay que establecer estrategias, objetivos y calendarios para evitar interferencias peligrosas por el cambio climático. Además, el IPCC concluyó en su informe de 2001 que la estabilización de la concentración atmosférica de CO2, la temperatura o el nivel del mar se ve afectada por: 
- La inercia del sistema climático, que hará que el cambio climático continúe durante un período después de que se implementen las acciones de mitigación.[8][27]
- La incertidumbre sobre la localización de posibles umbrales de cambio irreversible y el comportamiento del sistema en sus proximidades.
- Los desfases temporales entre la adopción de objetivos de mitigación y su consecución.